# Lúcia Viveiros
Lúcia Daltro Viveiros, mais conhecida como Lúcia Viveiros, (Belém, 13 de abril de 1935), é uma engenheira civil, arquiteta e política brasileira que representou o Pará na  Câmara dos Deputados.

## Dados biográficos
Filha de Geraldo Daltro da Silveira e Zenaide Lopes Daltro. Na Universidade Federal do Pará formou-se engenheira civil em 1958 e arquiteta em 1966. Antes, trabalhou na Comissão de Abastecimento e Preços do Pará e no Departamento Nacional de Estradas de Rodagem (DNER) e em 1954, fundou a Legião da Boa Vontade no Pará, chegando a presidi-la. Entre 1956 e 1987, apresentou programas voltados ao público feminino na Rádio Clube do Pará, Rádio Guajará e na Rádio Marajoara. Professora da Universidade Federal do Pará, fundou a Legião da Mulher Paraense e foi apresentadora na TV Guajará.
Filiada ao MDB, elegeu-se deputada federal em 1978, em substituição ao seu marido, Júlio Viveiros, que naquele ano perdeu a eleição para senador numa sublegenda do MDB. Durante a legislatura, tornou-se a primeira mulher a ser eleita à mesa diretora da Câmara dos Deputados na condição de suplente de secretário. Em virtude de divergências políticas com Jader Barbalho, estava filiada ao PP quando de sua eleição ao órgão diretor legislativo, e com a incorporação das duas legendas, ela e o marido foram para o PDS, sendo que Lúcia Viveiros foi reeleita em 1982.
Primeira mulher a presidir uma sessão da Câmara dos Deputados, bem como a primeira a comparecer ao plenário usando calças compridas, votou a favor da emenda Dante de Oliveira em 1984 e em Paulo Maluf no Colégio Eleitoral em 1985. Filiada ao PFL, não foi reeleita em 1986 e perdeu a eleição para deputada estadual em 1990, quando já estava de volta ao PDS.